# بريد صوتي

البريد الصوتي

البريد الصوتي هو طريقة مبتكرة لإرسال واستقبال الرسائل الصوتية عن طريق صندوق البريد الصوتي المشفر بطريقة مأمونة، حتى يتسنى لك من خلال جهاز الهاتف الشخصي الاستفادة من خدمة جهاز الرد الآلي ومزيد من المزايا الأخرى. وهي خدمة تتيح للعميل إمكانية الرد الآلي (البريد الصوتي) ليتسنى للمتصل ترك رسالة في حالة عدم تواجد المتصل به أو انشغال خط هاتفه.

## 0980109295
إذا كان خطك مشغولا أو لم يتلق المتصل أي رد، فإن صندوق البريد سيقوم بتشغيل الرسالة المسجلة، وسيتم تحويل جميع الرسائل وتسجيلها في صندوق البريد الخاص بك. ويمكنك فيما بعد استرجاع الرسالة من أي هاتف من أي مكان في العالم.

## مزايا الخدمة
- عدم فقد أي مكالمة وارده
- إمكانية التعامل مع صندوق البريد الصوتي من داخل وخارج المملكة
- تذكير المشترك بوجود رسائل صوتية في صندوقه
- تحديد وقت الرسائل بالوقت والتاريخ

## الخصوصية والأمان
لن يتمكن أي شخص آخر سواك من الاطلاع على رسائل البريد الصوتي الخاصة بك حيث يتم التحكم في صندوق البريد برقم سري.
خصائص استماع متقدمة: عند الاستماع إلى رسائلك/ يمكنك تخطي الرسالة إلى الرسالة التالية، الرد على رسالة، إعادة الرسالة السابقة في صندوق البريد ومزيد من الخصائص الأخرى.
الإشعار الفوري: من خلال الإشعار بوجود رسالة، سوف يتم إشعارك فورا عن طريق جهاز المناداة، الهاتف النقال أو أي رقم هاتف محدد باستلام رسائل في صندوق البريد الصوتي الخاص بك.

## الرسائل الصوتية
يمكنك تسجيل الرسائل وإرسالها إلى أصحاب صناديق البريد الصوتي الآخرين حول العالم. بالإضافة إلى ذلك، يمكنك إرسالها إلى جهات متعددة وقتما تشاء - ويكون ذلك مثاليا عندما تقوم بإنجاز الأعمال في مناطق التوقيت المختلفة.

## تطبيقات البريد الصوتي
المؤسسات الكبيرة المؤسسات الصغيرة
الهاتف	الرد على الهاتلب بب يلرد	البريد الصوتي
البريد الصوتي	النداء الآلي
النداء الآلي	الرد الآلي
الرد الآلي	أوديو تكس